# Peniocereus lazaro-cardenasii
Peniocereus lazaro-cardenasii là một loài thực vật có hoa trong họ Cactaceae. Loài này được (Contreras et al.) D.R. Hunt mô tả khoa học đầu tiên năm 1991.